# Villa La Angostura
Villa La Angostura är en ort i Argentina.   Den ligger i provinsen Neuquén, i den sydvästra delen av landet, 1 400 km sydväst om huvudstaden Buenos Aires. Villa La Angostura ligger 796 meter över havet och antalet invånare är 7 526.
Terrängen runt Villa La Angostura är huvudsakligen kuperad, men norrut är den bergig. Runt Villa La Angostura är det mycket glesbefolkat, med 3 invånare per kvadratkilometer.. Det finns inga andra samhällen i närheten. 